# Basilique paléochrétienne de Goricë
 (décembre 2021).
La basilique paléochrétienne de Goricë (albanais : Rrënojat e Bazilikës paleokristiane Goricë), aujourd'hui en état de ruines, est un monument culturel d'Albanie, situé à proximité de Gjirokastër.